# سیارک ۱۶۷۱۵
سیارک ۱۶۷۱۵ (به انگلیسی: 16715 Trettenero، نامگذاری:1995UN5) شانزده هزار و هفتصد و پانزدهمین سیارک کشف شده‌است که در ۲۰ اکتبر ۱۹۹۵ کشف شد.
قدر مطلق سیارک برابر ۱۸.۶ است.